# قيادة الأمن الداخلي السوري
جهاز الأمن الداخلي هي هيئة تتبع وزارة الداخلية السورية مكلفة بالأمن العام في سوريا بعد سقوط نظام الأسد في الثامن من ديسمبر 2024.

## التاريخ
وقد تم إنشاء جهاز الأمن العام في عام 2019 في مدينة إدلب الواقعة تحت سيطرة هيئة تحرير الشام، وبدأ تطويره بإحداث كلية الشرطة والاستفادة من خبرات الشرطة العربية والأجنبية عن طريق الاطلاع بالإضافة للاستفادة من التجارب السابقة، وتوظيفها في صالح جهاز الامن والشرطة بما يواكب التطور وخدمة الشعب.
انهارت الأجهزة الأمنية التابعة لنظام الأسد في عام 2024 مع سقوط نظام الأسد وهروب بشار الأسد. استدعت هيئة تحرير الشام جهاز الأمن العام من إدلب للحفاظ على النظام والأمن في المدن السورية بعد التحرير.

## الهيكل التنظيمي لقيادة الامن الداخلي
بتاريخ 2 آيار 2025م اعلنت وزارة الداخلية السورية عن الهيكلية الجديدة في وزارة الداخلية كالتالي:
- الأمن الداخلي:

دمج جهازي الشرطة والأمن العام في جهاز واحد تحت مسمى "قيادة الأمن الداخلي في المحافظة".يتبع هذا الجهاز لقيادة واحدة يرأسها قائد يمثل وزير الداخلية في المحافظة. يتبع لهذه القيادة عدة مديريات تغطي كافة مناطق المحافظة. إنشاء قيادة أمن داخلي واحدة لكل محافظة، ليتناسب العدد مع عدد المحافظات.
- الإدارة العامة للشؤون المدنية:

تعمل الوزارة على إعادة حوكمة الإجراءات الإدارية.يتم العمل على أتمتة المعلومات وربطها رقمياً. إصدار بطاقات شخصية جديدة بهوية بصرية حديثة .
- أدارةالشكاوى والمحاسبة:

مهمتها : تلقي الشكاوى. متابعة الأخطاء. محاسبة التجاوزات المسلكية.
إنشاء خمس دوائر مركزية للشكاوى تتبع لإدارة العلاقات العامة. سيتم إطلاق تطبيق خاص بالشكوى
- أدارة الاتصالات والشبكات.
- أدارة المعلوماتية.
- أدارة الأمن السيبراني.
- أدارة أمن الاتصالات. مواكبة التطور التكنولوجي. حماية خصوصية بيانات الوزارة والمواطنين. التصدي للتهديدات السيبرانية والجرائم الإلكترونية. تطوير التطبيقات الخدمية للمواطنين.
- إدارة السجون والإصلاحيات:

- تكريس مبادئ حقوق الإنسان. إعادة تأهيل السجين ليعود فرداً نافعاً لنفسه ولمجتمعه. تحويل السجون إلى وسيلة لإنفاذ القانون وتقويم السلوك.حفظ كرامة السجين، وضمان حقوقه، وصون إنسانيته.
- إدارة المباحث الجنائية:

من اختصاصات الإدارة الجديدة مكافحة الجرائم الإلكترونية والتصدي لحالات الابتزاز
- إدارة مكافحة المخدرات:

تعزيز وتطوير دور إدارة مكافحة المخدرات وافتتاح مراكز جديدة لعلاج الإدمان.- تطوير المراكز القديمة. التنسيق مع وزارة الصحة في هذا المجال.
- إدارة المرور:

- إعداد رؤية مرورية جديدة تعتمد على مفهوم المدينة الذكية.استخدام التكنولوجيا بدلاً من رجل المرور التقليدي. تقليص الفساد، ورفع كفاءة الإدارة، وتسريع معالجة القضايا.
- إدارة الشرطة السياحية:

تأمين المواقع السياحية وحماية الزوار. تدريب العناصر على إتقان اللغات الأجنبية. القدرة على التعامل مع جنسيات متعددة.
- إدارة مكافحة الاتجار بالبشر:

```
مكافحة شبكات الدعارة. التصدي لعمليات تهريب البشر والاتجار بالأعضاء. محاربة ظاهرة التسول وغيرها من الانتهاكات.قوانين للحد من السلاح المنفلت و الحد من ظاهرة السلاح غير المنضبط ومنع انتشاره في المجتمع.تسوية أوضاع المطلوبين
```

- إدارة حرس الحدود:

الحدود البرية والبحرية السورية. مكافحة الأنشطة غير القانونية عبر الحدود. يتم ذلك بالتنسيق مع دول الجوار.
- إدارة أمن الطرق:

الطرق الرئيسية وشبه الرئيسية.- الطرق الدولية والمطارات.- خطوط الاتصال، المعلومات، والطاقة.
- إدارة المهام الخاصة

تتألف من وحدات عالية التدريب بمواصفات مميزة لأفرادها.
التعامل مع أحداث الشغب.والتدخل في حالات احتجاز الرهائن. حماية الفعاليات الكبرى والمناسبات الحساسة. الاستجابة لأي تهديدات أمنية نوعية.
- إدارة مكافحة الإرهاب:

التصدي للتهديدات الأمنية داخل سوريا. العمل بتنسيق عالٍ مع جهاز الاستخبارات العامة.- رصد ومكافحة الأنشطة الإرهابية وتفكيك الشبكات المرتبطة بها.
- إدارة الحماية والأمن الدبلوماسي:

```
تأمين المنشآت الحيوية.- حماية المرافق الحكومية. تأمين البعثات الدبلوماسية.- توفير الحماية للشخصيات الرفيعة.
```

- إدارة التوجيه المعنوي:

```
تعزيز السلوك الإيجابي لدى عناصر الوزارة.- تنمية الانتماء الوطني الواسع، بعيداً عن الانتماءات التفريقية والحزبية الضيقة. ترسيخ قيم الكرامة، العدالة، وصون حقوق الإنسان في العمل الأمني.دعم الهوية الأخلاقية والمهنية التي تنسجم مع مبادئ الدولة السورية الجديدة.وجود النساء في الأجهزة الأمنية و الشرطية- حاجة حقيقية تهدف إلى صون كرامة المرأة السورية
```

منع أي إساءة من قبل عناصر الأمن
- إدارة القوى البشرية:

- تطوير الكوادر البشرية ضمن وزارة الداخلية.توظيف الطاقات والكفاءات بشكل فعّال. تحقيق التوازن بين كفاءة الأداء وحفظ أمن البلاد وكرامة الإنسان.

## وصلات خارجية
مؤتمر صحفي يتحدث عن الهيكلة الإدارية الجديدة لوزارة الداخلية